# Esgrima nos Jogos Olímpicos de Verão de 1936 - Espada por equipes masculino
Espada por equipe masculino foi um dos 7 eventos da esgrima nos Jogos Olímpicos de Verão de 1936. A competição foi realizada em 7 e 8 de agosto. 108 esgrimistas de 21 nações competiram.

## Medalhistas
Abaixo todos os medalhistas dessa categoria.
| Ouro | Prata                                                                                                 | Bronze                                                                                                |
| ITA Itália Alfredo Pezzana Edoardo Mangiarotti Saverio Ragno Giancarlo Cornaggia-Medici Giancarlo Brusati Franco Riccardi | SWE Suécia Hans von Drakenberg Hans Granfelt Gustaf Dyrssén Gösta Almgren Birger Cederin Sven Thofelt | FRA França Henri Dulieux Philippe Cattiau Georges Buchard Paul Wormser Michel Pécheux Bernard Schmetz |

## Equipes
| Argentina - Raúl Saucedo - Luis Lucchetti - Antonio Villamil - Roberto Larraz - Héctor Lucchetti Áustria - Karl Hanisch - Hans Schönbaumsfeld - Roman Fischer - Hugo Weczerek - Rudolf Weber Bélgica - Raymond Stasse - Robert T'Sas - Charles Debeur - Hervé, Count du Monceau de Bergendael - Jean Plumier - Marcel Heim Brasil - Moacyr Dunham - Ricardo Vagnotti - Henrique de Aguilar - Ennio de Oliveira Canadá - Don Collinge - Ernest Dalton - Charles Otis - George Tully Chile - Ricardo Romero - César Barros - Tomas Barraza - Julio Moreno - Tomás Goyoaga Checoslováquia - Robert Bergmann - František Vohryzek - Bohuslav Kirchmann - Josef Kunt - Alfred Klausnitzer - Václav Rais | Dinamarca - Erik Hammer Sørensen - Caspar Schrøder - Aage Leidersdorff - Preben Christiansen Egito - Mahmoud Ahmed Abdin - Marcel Boulad - Mauris Shamil - Hassan Hosni Tawfik - Anwar Tawfik França - Philippe Cattiau - Bernard Schmetz - Géo Buchard - Michel Pécheux - Henri Dulieux - Paul Wormser Alemanha - Siegfried Lerdon - Sepp Uhlmann - Eugen Geiwitz - Ernst Röthig - Otto Schröder Grã-Bretanha - Charles de Beaumont - Douglas Dexter - Bert Pelling - Ian Campbell-Gray - Terry Beddard - Bertie Childs Grécia - Khristos Zalokostas - Konstantinos Botasis - Tryfon Triantafyllakos - Konstantinos Bembis Hungria - Jenő Borovszki - Tibor Székelyhidy - Béla Bay - Pál Dunay - István Bezegh-Huszágh | Itália - Edoardo Mangiarotti - Giancarlo Cornaggia-Medici - Saverio Ragno - Franco Riccardi - Giancarlo Brusati - Alfredo Pezzana Países Baixos - Nicolaas van Hoorn - Jan Schepers - Willem Driebergen - Cornelis Weber Polônia - Alfred Staszewicz - Teodor Zaczyk - Rajmund Karwicki - Roman Kantor - Kazimierz Szempliński - Antoni Franz Portugal - Henrique da Silveira - Paulo Leal - António de Menezes - João Sassetti - Gustavo Carinhas Suécia - Hans Granfelt - Gösta Almgren - Hans Drakenberg - Birger Cederin Suíça - Jean Hauert - Édouard Fitting - Frédéric Fitting - Edmond Göldlin - Paul de Graffenried - Charles Hauert Estados Unidos - Frank Righeimer - Thomas Sands - Tracy Jaeckel - Gustave Heiss - Joe de Capriles - Andrew Boyd |

## Resultados

### Primeira fase
Grupo 1
| Atleta       | V | D | HE | HS |
| ------------ | - | - | -- | -- |
| POL Polônia  | 1 | 1 | 17 | 15 |
| POR Portugal | 2 | 1 | 16 | 16 |
| SUI Suíça    | 1 | 1 | 15 | 17 |

Grupo 2
| Atleta             | V | D | HE | HS |
| ------------------ | - | - | -- | -- |
| USA Estados Unidos | 1 | 0 | 9  | 3  |
| NED Países Baixos  | 1 | 0 | 8  | 6  |
| DEN Dinamarca      | 0 | 2 | 9  | 17 |

Grupo 3
| Atleta           | V | D | HE | HS |
| ---------------- | - | - | -- | -- |
| FRA França       | 1 | 0 | 8  | 0  |
| GBR Grã-Bretanha | 1 | 0 | 12 | 2  |
| CHI Chile        | 0 | 2 | 2  | 20 |

Grupo 4
| Atleta      | V | D | HE | HS |
| ----------- | - | - | -- | -- |
| SWE Suécia  | 1 | 0 | 9  | 1  |
| EGY Egito   | 1 | 0 | 8  | 2  |
| AUT Áustria | 0 | 2 | 8  | 18 |

Grupo 5
| Atleta        | V | D | HE | HS |
| ------------- | - | - | -- | -- |
| ARG Argentina | 1 | 0 | 11 | 1  |
| BEL Bélgica   | 1 | 0 | 8  | 2  |
| GRE Grécia    | 0 | 2 | 3  | 19 |

Grupo 6
| Atleta             | V | D | HE | HS |
| ------------------ | - | - | -- | -- |
| ITA Itália         | 1 | 0 | 8  | 2  |
| TCH Checoslováquia | 1 | 0 | 8  | 7  |
| HUN Hungria        | 0 | 2 | 13 | 17 |

Grupo 7
| Atleta       | V | D | HE | HS |
| ------------ | - | - | -- | -- |
| GER Alemanha | 2 | 0 | 20 | 11 |
| CAN Canadá   | 1 | 1 | 13 | 18 |
| BRA Brasil   | 0 | 2 | 13 | 17 |

### Quartas-de-final
Grupo 1
| Atleta             | V | D | HE | HS |
| ------------------ | - | - | -- | -- |
| ITA Itália         | 1 | 0 | 8  | 3  |
| USA Estados Unidos | 1 | 0 | 10 | 6  |
| TCH Checoslováquia | 0 | 2 | 9  | 18 |

Grupo 2
| Atleta            | V | D | HE | HS |
| ----------------- | - | - | -- | -- |
| GER Alemanha      | 2 | 0 | 17 | 11 |
| SWE Suécia        | 1 | 1 | 15 | 8  |
| NED Países Baixos | 1 | 1 | 15 | 13 |
| EGY Egito         | 0 | 2 | 4  | 19 |

Grupo 3
| Atleta        | V | D | HE | HS |
| ------------- | - | - | -- | -- |
| POR Portugal  | 1 | 0 | 9  | 5  |
| BEL Bélgica   | 1 | 0 | 8  | 8  |
| ARG Argentina | 0 | 2 | 13 | 17 |

Grupo 4
| Atleta           | V | D | HE | HS |
| ---------------- | - | - | -- | -- |
| FRA França       | 2 | 0 | 22 | 9  |
| POL Polônia      | 2 | 0 | 16 | 11 |
| GBR Grã-Bretanha | 0 | 2 | 9  | 17 |
| CAN Canadá       | 0 | 2 | 11 | 21 |

### Semifinais
Grupo 1
| Atleta       | V | D | HE | HS |
| ------------ | - | - | -- | -- |
| FRA França   | 3 | 0 | 33 | 12 |
| GER Alemanha | 2 | 1 | 20 | 21 |
| BEL Bélgica  | 1 | 2 | 25 | 19 |
| POL Polônia  | 0 | 3 | 8  | 34 |

Grupo 2
| Atleta             | V | D | HE | HS |
| ------------------ | - | - | -- | -- |
| ITA Itália         | 2 | 0 | 20 | 6  |
| SWE Suécia         | 2 | 0 | 17 | 14 |
| POR Portugal       | 0 | 2 | 9  | 17 |
| USA Estados Unidos | 0 | 2 | 11 | 20 |

### Final
| Atleta       | V | D | HE | HS |
| ------------ | - | - | -- | -- |
| ITA Itália   | 3 | 0 | 26 | 11 |
| SWE Suécia   | 2 | 1 | 21 | 22 |
| FRA França   | 1 | 2 | 21 | 23 |
| GER Alemanha | 0 | 3 | 11 | 23 |